# Grzesznicy w rękach rozgniewanego Boga

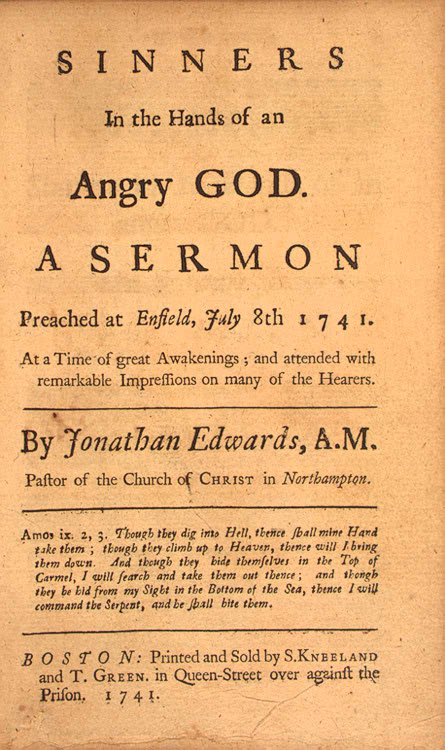
Sinners in the Hands of an Angry God, najbardziej znane kazanie Edwardsa z 8 lipca 1741

Grzesznicy w rękach rozgniewanego Boga (ang. Sinners in the Hands of an Angry God) – najbardziej znane kazanie Jonathana Edwardsa, wygłoszone 8 lipca 1741 w Enfield. Porównał w nim człowieka do pająka, którego Bóg może wrzucić do ognia.
Istnieją dwa polskie tłumaczenia kazania. Pierwszy przekład jest autorstwa J. Sałackiego. Drugi, nowszy przekład ukazał się w Wyborze pism Edwardsa opublikowanym przez Centrum Jonathana Edwardsa przy Ewangelikalnej Wyższej Szkole Teologicznej we Wrocławiu w 2014 r. Autorami drugiego tłumaczenia są Michał Choiński, Piotr Kwiatkowski oraz Zuzanna Sierotnik.